# Massaschakelaar

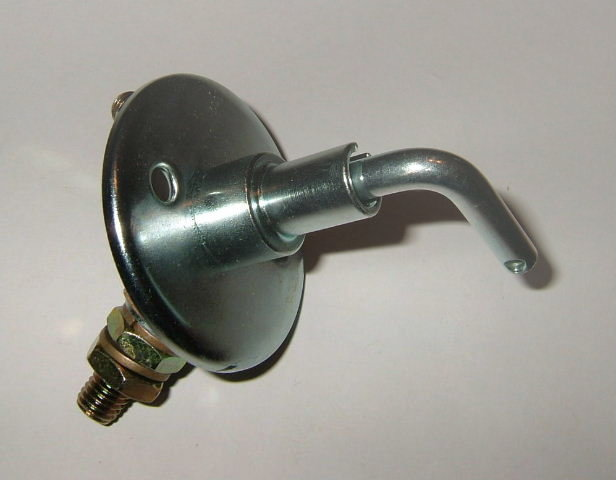
Massaschakelaar met sleutel (2008)

Een massaschakelaar is een hoofdschakelaar in een motorvoertuig of -boot voor het volledige afsluiten van de accuspanning. Massaschakelaars zijn gebruikelijk op grotere motorvoertuigen zoals vrachtauto's, autobussen, campers, raceauto's, landbouwvoertuigen en bijna alle legervoertuigen en op motorboten. Een massaschakelaar moet handmatig bediend kunnen worden. De meeste modellen hebben een draaiknop of een afneembare sleutel, die met een draaibeweging de accu van het boordnet loskoppelt. In het Nederlandse soldatenjargon wordt de massasleutel massapik genoemd.
In voer- en vaartuigen worden de meeste stroomverbruikers spanningsloos wanneer de contactsleutel uit het contactslot wordt verwijderd. De kabels naar de startmotor, het contactslot en de zekeringkast staan echter altijd onder spanning. Aangezien deze hoofdkabels niet gezekerd zijn, kan bij beschadiging van deze kabels een kabelbrand ontstaan of de accu worden vernield. Bovendien zijn er stroomverbruikers die niet via het contactslot worden geschakeld, bijvoorbeeld een klok, een autoradio of de parkeerverlichting. Deze kunnen de accu leegmaken als een voer- of vaartuig lange tijd niet wordt gebruikt. Het doel van de massaschakelaar is om dit alles te voorkomen. In veel camperstallingen of op veerboten is het verplicht de accu los te koppelen.

## Werking

Aansluitschema van een massaschakelaar (2008)

De massaschakelaar scheidt de minpool van de accu van de massa, dat wil zeggen van het chassis van het voer- of vaartuig. De metalen behuizing van een massaschakelaar is rechtstreeks met het chassis verbonden en heeft slechts één geïsoleerd aansluitcontact voor de verbinding met de minpool. De verbindingskabel met de minpool moet ook geïsoleerd zijn, want anders zou een kortsluiting met massa de schakelaar overbruggen. Alle stroomverbruikers van het voer- of vaartuig moeten bovendien aangesloten zijn op massa en niet rechtstreeks op de minpool van de accu. Er zijn ook tweepolige massaschakelaars voor voer- of vaartuigen met twee accu's, zoals campers.
De accu van een verbrandingsmotor mag alleen van de massa worden losgekoppeld als de motor stilstaat. Als de accu van de massa wordt losgekoppeld terwijl de motor nog draait, levert de alternator of dynamo stroom zonder de ontstorende en afvlakkende capaciteit van de accu, wat kan leiden tot overspanning en schade aan elektronische onderdelen.
Om de accu los te koppelen van het boordnet, kan de hoofdschakelaar net zo goed in de verbindingskabel naar de pluspool worden geplaatst. De hoofdschakelaar wordt dan geen massaschakelaar genoemd, maar een accuschakelaar. Deze schakeling is niet gebruikelijk omdat zowel de constructie als de installatie van de accuschakelaar gecompliceerder is.